# Філіппа Гельдернська
Філіппа Гельдернська (9 листопада 1464, Граве, Північний Брабант — 28 лютого 1547, Понт-а-Муссон, метрополія Франції) — герцогиня Лотарингії (1485—1508) у шлюбі з Рене II, регентка Лотарингії за відсутності сина.

## Життя
Філіппа народилася в сім'ї Адольфа Егмонта і Катерини де Бурбон. Вона мала брата-близнюка Карла, майбутнього герцога Гельдерна; крім них їхні батьки не мали дітей. Через свою матір вона була двоюрідною сестрою чоловіка могутньої Анни де Боже — П'єра II, герцога Бурбонського, а також французької королеви-матері Луїзи Савойської.
Щоб зміцнити зв'язки між Францією і герцогством Лотарингія, її вирішили видати заміж за Рене II, герцога Лотарингії (1451—1508). Весілля відбулося в Орлеані 1 вересня 1485 року.
Після смерті чоловіка 1508 року Філіппа спробувала стати регенткою сина Антуана II, який мав 19 років, проте було вирішено, що він досить дорослий для самостійного правління. Однак, коли герцог Антуан поїхав 1509 року воювати в Італію, він призначив свою матір Філіппу регенткою Лотарингії за своєї відсутності. Вона правила мудро.
13 червня 1509 року вона викупила Маєнн у Маргарити де Водемон, герцогині Алансонської.
15 грудня 1519 року вона пішла в монастир кларисок у Понт-а-Муссон, де жила до самої смерті. Філіппа залишалася матріархинею в сім'ї, її часто відвідували родичі, які ставилися до неї з повагою.
Перебуваючи в монастирі Філіппа наказала побудувати чудовий вівтар для конгрегацій; він залишався там до самої її смерті. Померла вона в жіночому монастирі Понт-а-Муссон 28 лютого 1547 року. Філіппа мала дванадцять дітей, десять з яких померли раніше від неї.

## Діти
- Карл Лотаринзький (1486, помер у дитинстві) ;
- Франсуа Лотаринзький (1487—1487);
- Антуан II Добрий, герцог Лотаринзький і Барський (1489—1544), одружений від 1509 з Рене Бурбон-Монпансьє (1494—1539);
- Анна Лотаринзька (1490—1491);
- Ніколя Лотаринзький (1493, помер у дитинстві) ;
- Ізабель Лотаринзька (1494—1508);
- Клод Лотаринзький[ru] (1496—1550), перший герцог де Гіз, граф д'Аркур і д'Омаль, барон д'Ельбеф, де Маєнн, сір де Жуанвіль, одружений від 1513 з Антуанеттою де Бурбон-Вандом;
- Жан Лотаринзький[ru] (1498—1550), кардинал Лотаринзький, єпископ Туля, Меца і Вердена;
- Луї Лотаринзький (1500—1528), єпископ Верденський, граф де Водемон;
- Клод і Катерина Лотаринзькі (1502, близнюки, померли в дитинстві)
- Франсуа Лотаринзький (1506—1525, загинув у битві біля Павії), граф де Ламбек.